# Parsonsia scabra
Parsonsia scabra là một loài thực vật có hoa trong họ La bố ma. Loài này được (Spreng.) Markgr. mô tả khoa học đầu tiên năm 1936.